# Omoo
Omoo : récits des mers du Sud (titre original : Omoo: A Narrative of Adventures in the South Seas) est un récit d'aventures de l'écrivain américain Herman Melville paru en 1847.

## Historique
En août 1842, à Nuku Hiva (îles Marquises), fuyant les Taïpis, Melville s'embarque sur le baleinier australien Lucy Ann partant pour Tahiti. Se joignant aux quelques membres de l'équipage refusant de prendre leur service, il est débarqué et condamné par le consul britannique à un emprisonnement non exécuté. Avec John Troy, le steward, il part visiter l'île voisine d'Eiméo. Au début de novembre, il s'engage sur un autre baleinier, le Charles and Henry, appareillant pour les îles Sandwich.
Ces trois mois de vagabondage - "Omou" signifie vagabond en dialecte marquisien - servent de trame au roman écrit en 1846.
Le roman est dédié à Herman Gansevoort de Gansevoort, comté de Saratoga, New York, oncle maternel de Herman Melville.

## Résumé
Après avoir échappé aux Taïpis, le narrateur se retrouve à bord de la Julia, un baleinier australien commandé par le capitaine Guy, reclus dans sa cabine par la maladie. Après une campagne de pêche décevante et la santé du capitaine s'aggravant, le second, John Jermin met le cap sur Tahiti. Ne pouvant débarquer, l'équipage rédige une pétition transmise à l'autorité britannique. En réponse, le consul Wilson ordonne aux matelots de se préparer à une nouvelle campagne de trois mois. L'indiscipline augmentant, les fortes têtes sont débarquées et enfermées dans la « Calabouza biritani », une prison qui ne les reçoit que la nuit! Après trois semaines de relâche, la Julia lève l'ancre avec un nouvel équipage et les mutins sont invités à aller se faire pendre ailleurs.
Le narrateur, avec son camarade Long-Spectre, en bons batteurs de plages, vagabondent à Tahiti puis ils se font engager comme ouvriers agricoles dans l'île voisine d'Eiméo. La culture des pommes de terre ne les passionnant pas, ils reprennent leur vagabondage et profitent de tous les charmes de la vie insulaire.
Lassé de toutes ces pérégrinations, le narrateur s'engage pour une nouvelle campagne de pêche sur un baleinier américain, le Léviathan.

## Éditions en anglais
- Omou, un récit d'aventures dans les mers du Sud, constituant une suite au « Séjour dans les îles Marquises », chez l'éditeur Murray à Londres, 30 mars 1847.
- Omou, un récit d'aventures dans les mers du Sud, chez l'éditeur Harper & Brothers à New York, mai 1847.

## Éditions en français
- 1951 : Omoo, ou le Vagabond du Pacifique ; traduit par Jacqueline Foulque, coll. « Blanche », éditions Gallimard.

- 1974 : Omoo ou le Vagabond du Pacifique ; traduit par Jacqueline Foulque, Paris : L. Rombaldi, coll. : Les Grandes aventures de la mer

- 1990 : Omoo : récits des mers du Sud ; trad. par Olivier Carvin ; éd. établie par Jeanne-Marie Santraud, Paris : Flammarion  (ISBN 2-08-070590-3)

- 1997 : Taïpi, Omou, Mardi (recueil) ; "Herman Melville", Œuvres I, notice de Philippe Jaworski (p. 1259-1273), Bibliothèque de la Pléiade, éditions Gallimard, 1996  (ISBN 2-07-010681-0)